# Hate tell a lie
「Hate tell a lie」（ヘイト・テル・ア・ライ）は、華原朋美の6枚目のシングル。1997年4月23日にORUMOK RECORDSから発売された。

## 解説
- 「save your dream」以来、約半年を置いてのシングル。
- 初登場から3週連続でオリコンシングルチャート1位を獲得し、「I BELIEVE」「I'm proud」に続く華原3作目のミリオンセラーを達成した。現在のところ、小室作品の中では最後のミリオンシングルとなっている。
- タイトルを直訳すると「嘘をつくのが嫌い」。日頃の鬱憤との葛藤を抜けて、出会えた恋人（あなた）には正直な態度で尽くしていきたい、という内容が歌詞に込められている。
- 自身がイメージキャラクターに起用され出演したカネボウ化粧品・REVUEブランド「 Bronzelove（ブロンズラヴ）」TV-CFソング。CMやポスターでは、黒く日焼けした「黒朋ちゃん」と白肌の「白朋ちゃん」という対照的な2人の華原が共演する演出がなされている。キャッチフレーズは「ナツ、ハダ、ヒカル。」　このポスターは、この曲のPVで登場する電車内の中吊りにも登場している。また初回プレスにはプリクラ風シールの購入特典があった。
- アラニス・モリセットの作品を小室・華原がすごく気に入り、作中でのハーモニカが印象的だったので、小室に勧められ小さいハーモニカ（ブルースハープ）を渡された。レコーディングでは華原は「小学生が吹く」様な気持ちで演奏している[1]。
- PVは同年4月の桜シーズンに早朝から下町の月島や東京都調布市にあるNTT東日本研修センタ宿泊棟構内、都電荒川線を借り切って撮影された。
- 本作で、『NHK紅白歌合戦』（第48回）に2年連続出場となった。第2部のトップバッターを務め、急遽小室がギターで参加した。
- 本作のタイトルである「hate tell a lie」は、hate（嫌う）のあとに原形の動詞 tell が続いているので英語としては誤りである。正しくは「hate telling a lie」または「hate to tell a lie」である。この点について、作者の小室は、「僕はロンドンやロサンゼルスに早い時期に行ってて『歌詞の場合はそんなに文法を気にしなくていいんだよ』ってまわりの人が言ってくれたりして。でも（華原朋美の）『Hate tell a lie』はさすがにダメだったと思う、『Hate to tell a lie』の『to』を抜いちゃって（笑）。そういうのでずいぶん日本在住の方に叱られましたけどね（笑）」と述べていた[2]。

## 収録曲
1. Hate tell a lie [Original Mix]
2. Hate tell a lie [Late Nite Dub Mix]
3. Hate tell a lie [Original Karaoke]

Composed, Written & Arranged by TETSUYA KOMURO
Mixed by Keith "KC" Cohen
Song & Harmonica Play by Tomomi Kahala

## 収録アルバム・PV集
オリジナル・アルバム
- storytelling（2ndアルバム）
  - Hate tell a lie [album mix]

ベスト・アルバム
- kahala compilation
  - Hate tell a lie [Original Mix]
- Best Selection
  - Hate tell a lie [Original Mix]
- Super Best Singles 〜10th Anniversary〜
  - Hate tell a lie [Original Mix]
- ALL TIME SINGLES BEST
  - Hate tell a lie [Original Mix]

PV集
- very best of MUSIC CLIPS（DVD）
  - Hate tell a lie [Original Mix]
- ALL TIME SINGLES BEST（初回限定版DVD）
  - Hate tell a lie [Original Mix]

その他
- HOW TO MAKE TOMOMI KAHALA 華原朋美はいかにして華原朋美となり得たか
ローソン予約限定で発売されたヒストリー・ビデオ　メイキング